# Rumänisch-orthodoxe Kirche Heilige Erzengel Mihail und Gavriil

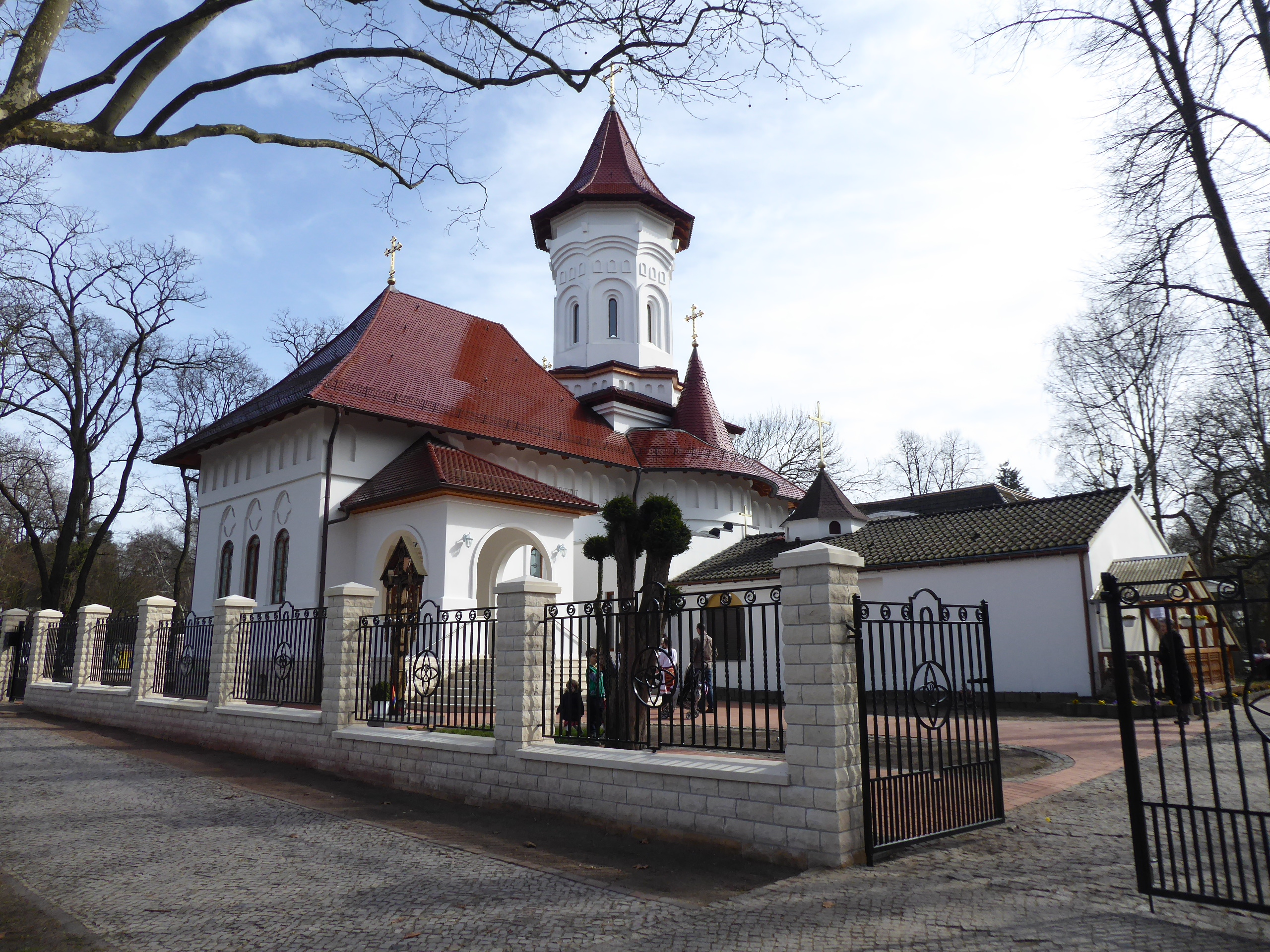
Kirche in der Heerstraße

Die rumänisch-orthodoxe Kirche Heilige Erzengel Mihail und Gavriil ist ein Kirchenbau in der Heerstraße Ecke Ortelsburger Allee im Berliner Ortsteil Westend des Bezirks Charlottenburg-Wilmersdorf.

## Geschichte
Während des Zweiten Weltkriegs bezog die rumänisch-orthodoxe Gemeinde die Räume der evangelischen Jerusalemkirche, die am 3. Februar 1945 durch einen alliierten Luftangriff komplett zerstört wurde. Nach dem Krieg feierte die Gemeinde die Gottesdienste in einer Kapelle in Kreuzberg, bis sie 2006 das Grundstück an der Heerstraße erwarb und die heutige Kirche errichtet wurde.
Das Gebäude orientiert sich architektonisch an den mittelalterlichen Kirchenbauten Moldawiens. Das Kirchenschiff mit einer Fläche von 23 m × 15 m bietet 200 Personen Platz. Der Kirchturm ist 27 Meter hoch.